# Henryk Wirtemberski-Mömpelgard
Henryk Wirtemberski-Mömpelgard (ur. 1448 Stuttgart, zm. 15 kwietnia 1519 Bad Urach – hrabia Wirtembergii-Mömpelgard.
Był synem hrabiego Ulryka V i jego drugiej żony Elżbiety z Bawarii, był bratem hrabiego, a później księcia Eberharda II Wirtemberskiego.
Jako młodszy syn przeznaczony został do stanu kapłańskiego. Przebywał na dworze arcybiskupa Moguncji Alfonsa z Nassau, elektora Albrechta III Achillesa.
10 stycznia 1485 roku ożenił się z hrabiną Elżbietą von Zweibrücken-Bitsch. Elżbieta umarła kilka dni po narodzinach syna
- Ulryka, który został księciem Wirtembergii po rezygnacji wuja Eberharda.

21 lipca 1488 roku ożenił się ponownie z Eva von Salm. Mieli dwójkę dzieci:
- Marię (1496-1541)
- Jerzego (1498-1558)